# Cuphea polymorphoides
Cuphea polymorphoides är en fackelblomsväxtart som beskrevs av Emil Bernhard Koehne. Cuphea polymorphoides ingår i släktet blossblommor, och familjen fackelblomsväxter. Inga underarter finns listade i Catalogue of Life.